# Tofta distrikt, Gotland
Tofta distrikt är ett distrikt i Gotlands kommun och Gotlands län. 
Distriktet ligger på västra delen av Gotland.

## Tidigare administrativ tillhörighet
Distriktet inrättades 2016 och utgörs av socknen Tofta.
Området motsvarar den omfattning Tofta församling hade vid årsskiftet 1999/2000.

## Bilder

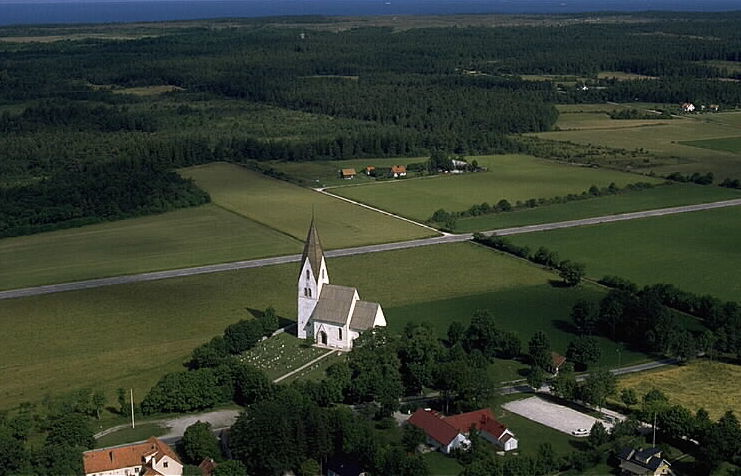
Tofta kyrka, Gotland.
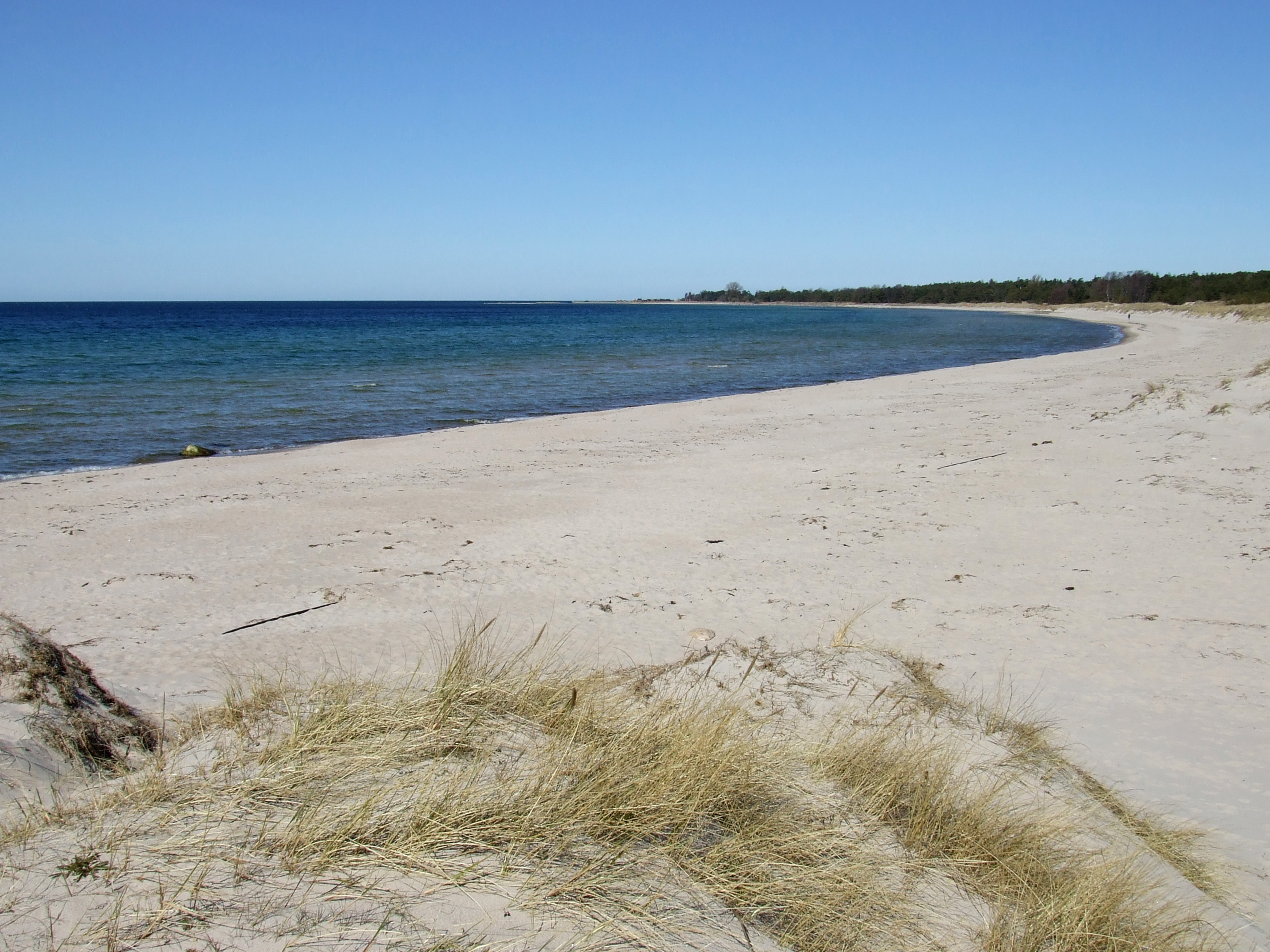
Tofta strand.
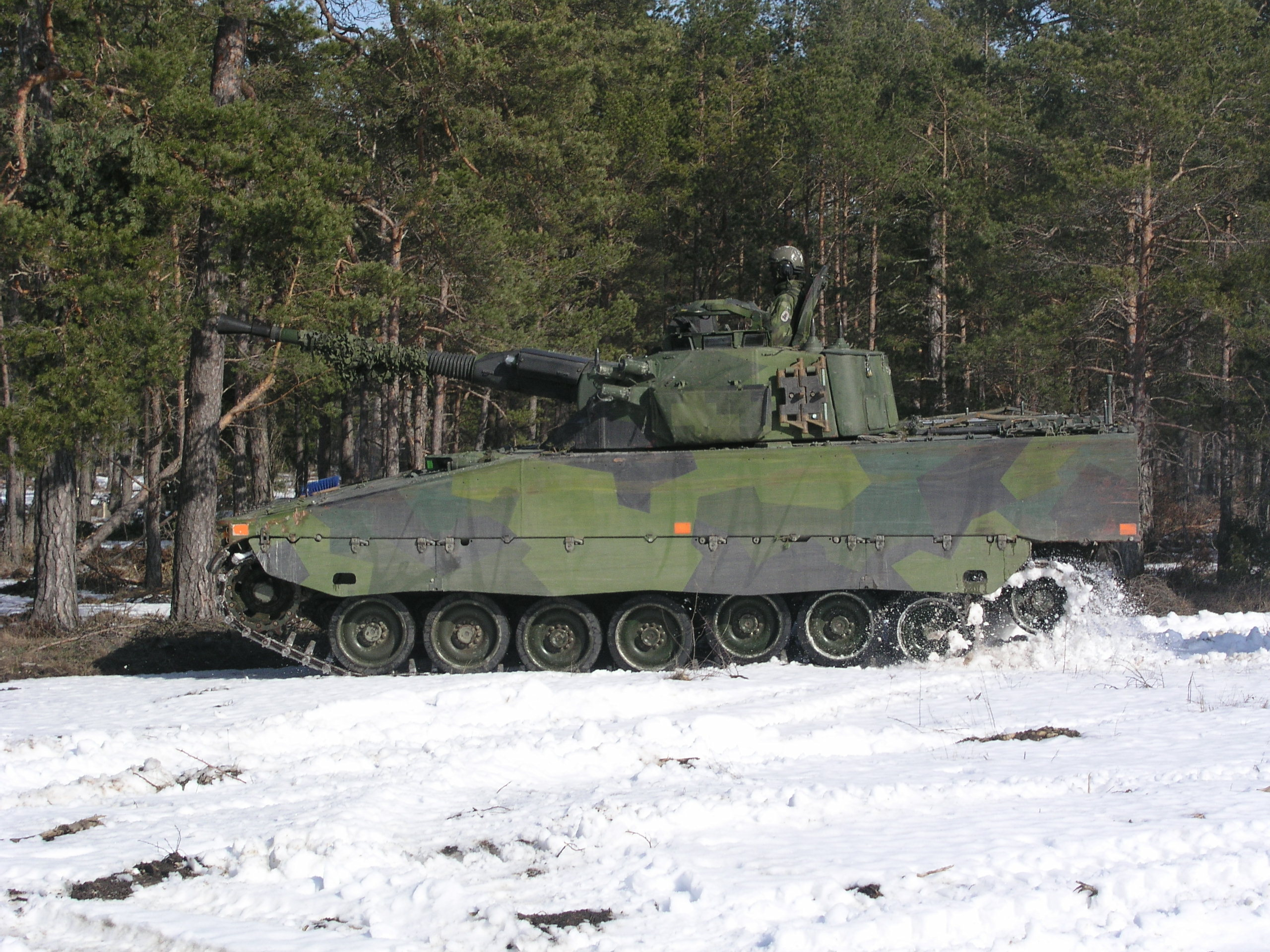
Tofta skjutfält